# Зверь, вышедший из моря

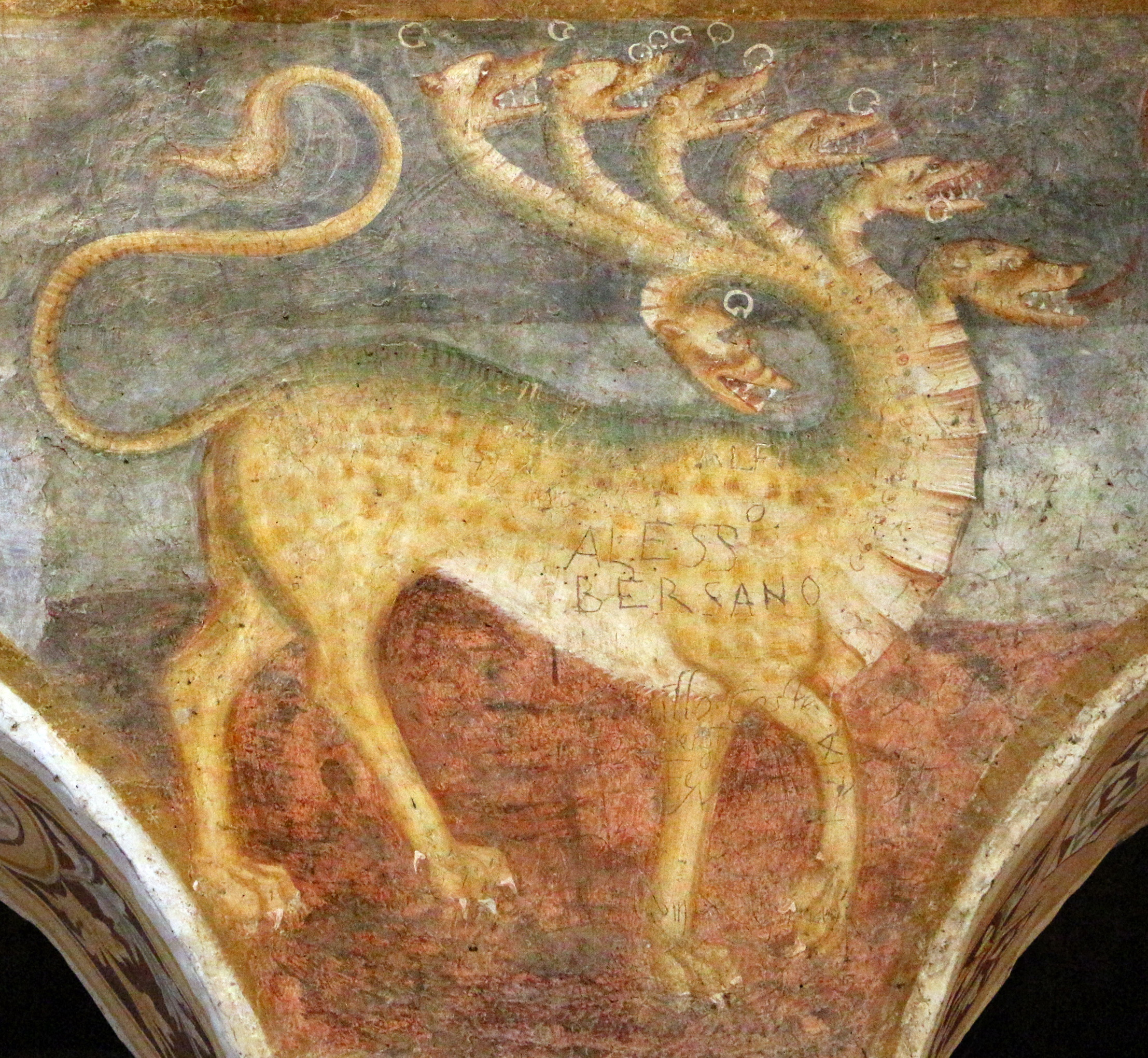
Шкура в леопардовых пятнах отличает Зверя из моря от красного Дракона Апокалипсиса в буквалистски аккуратных иллюстрациях «Откровения»

Зверь, вы́шедший из мо́ря (Первый зверь), — один из зверей Апокалипсиса (Откр. 13:1-2).
Согласно библейскому рассказу, вместе со Зверем, вышедшим из земли (Вторым зверем), был показан в видении Иоанну Патмосскому.

## Описание зверя
И стал я на песке морском, и увидел выходящего из моря зверя с семью головами и десятью рогами: на рогах его было десять диадим, а на головах его имена богохульные. Зверь, которого я видел, был подобен барсу; ноги у него — как у медведя, а пасть у него — как пасть у льва.
— Отк. 13:1—2, Синодальный перевод

## Сюжет
Действиям Первого и Второго зверей целиком посвящена 13-я глава книги Откровения. В ней Иоанн видит Зверя, поднимающегося из моря, одна из его голов смертельно ранена, но она исцеляется. Дракон Апокалипсиса отдает Зверю свою власть, которая длится 42 месяца. Люди поклоняются Зверю, позже появляется второй Зверь, из земли, который действует от лица первого зверя и создает его изображение (образ), которому люди поклоняются и от которого они позже получают Печать Антихриста.
В следующей, 14-й главе Первый зверь снова упоминается в таком контексте: появляются три ангела с пророчествами о конце света, и третий из них проклинает тех, кто поклонился образу Зверя из моря, они будут «пить вино ярости Божией». В нескольких последующих главах продолжают упоминаться не сам Зверь, а те, кто ему поклоняется. В 16-й главе один из ангелов-мстителей выливает одну из 7 чаш гнева Божьего (пятую) на престол Зверя, отчего его царство покрывает тьма. В той же главе из уст Зверя из моря, Зверя из земли (лжепророка) и Красного дракона выходят нечистые духи, похожие на жаб.

## Толкование
Как указывают некоторые учёные, большинство христиан, живших в ранние и средние века, считали зверем, вышедшим из моря, Римскую империю.
Современный исследователь Библии Фрэнсис Найджел Ли приводит список из более чем ста имён, куда включены, в частности, Ириней Лионский (202), Блаженный Августин (430), Беда Достопочтенный (735), Иоахим Флорский (1202), Джон Фокс (1587) и другие, которые считали, что зверь, подобный барсу, — это Антихрист.
При описании Зверя автор книги использует выражения, восходящие к книге пророка Даниила, где описываются четыре больших зверя, вышедших из моря, непохожих один на другого (Дан. 7:3): первый — как лев … (Дан. 7:4), второй, похожий на медведя (Дан. 7:5), … ещё зверь, как барс … и четыре головы были у зверя сего (Дан. 7:6), … зверь четвёртый, страшный и ужасный и весьма сильный; … и десять рогов было у него (Дан. 7:7). У Зверя есть признаки всех четырёх зверей: пасть льва, ноги медведя, туловище барса и 10 рогов четвёртого зверя из книги Даниила.
Таким образом, если опираться на ветхозаветный текст, зверь, вышедший из моря, по мнению некоторых учёных, имел 1 голову и пасть льва, 1 голову и ноги медведя, 4 головы и туловище барса и одну голову четвёртого зверя, на которой находились 10 рогов. Объединяя в себе признаки четырёх животных, зверь, вышедший из моря, по своей сути напоминает истукана, увиденного Навуходоносором во сне и символизировавшего будущую историю всех мировых государств (Дан. 2: 31-45).

### Зверь багряный
В 17-й главе книги Откровения изображена Вавилонская блудница, сидящая на звере, у которого тоже 7 голов и 10 рогов, однако он багряного (красного) цвета и все тело его покрыто богохульными именами (а у зверя из моря имена были только на головах). Однако в популярных толкованиях они часто смешиваются, и толкование голов багряного зверя относят к головам зверя из моря.
Ангел поясняет Иоанну значение голов этого зверя: «… Семь голов суть семь гор, … и семь царей, из которых пять пали, один есть, а другой ещё не пришел, и когда придёт, не долго ему быть. И зверь, который был, и которого нет, есть восьмой…» (Откр. 17:9—11).
Из этих стихов видно, что апостолу Иоанну показано видение во время шестого царя, когда пять царей уже пали, а седьмой ещё не пришёл.
Имеются различные толкования семи царей, например:
- семь царей — это семь римских императоров, правивших во время апостола Иоанна: Нерон, Гальба, Отон, Вителлий, Веспасиан (Тит), Домициан, Нерва (7-й) и Траян (8-й)[9],
- семь царей — это семь империй, которые угнетали народ Божий: Египет, Ассирия (Ханаан), Вавилон, Мидо-Персия, Греция, Римская империя, царство антихриста[10],
- семь царей — это семь форм правления, существовавших в Риме: цари, консулы, децемвиры, военные трибуны, диктаторы, императоры, папы[11], или цари, консулы, диктаторы, децемвиры, трибуны, цезари, царство Остготов (7-й), царство папы (8-й)[12],
- семь царей — это семь крупных монархий, из которых состояла Римская империя: Картахена, Александрия, Митридат, Македония, Греция и Галлия с зависимыми царствами, Рим и Константинополь[13].